# جوجه پروازی

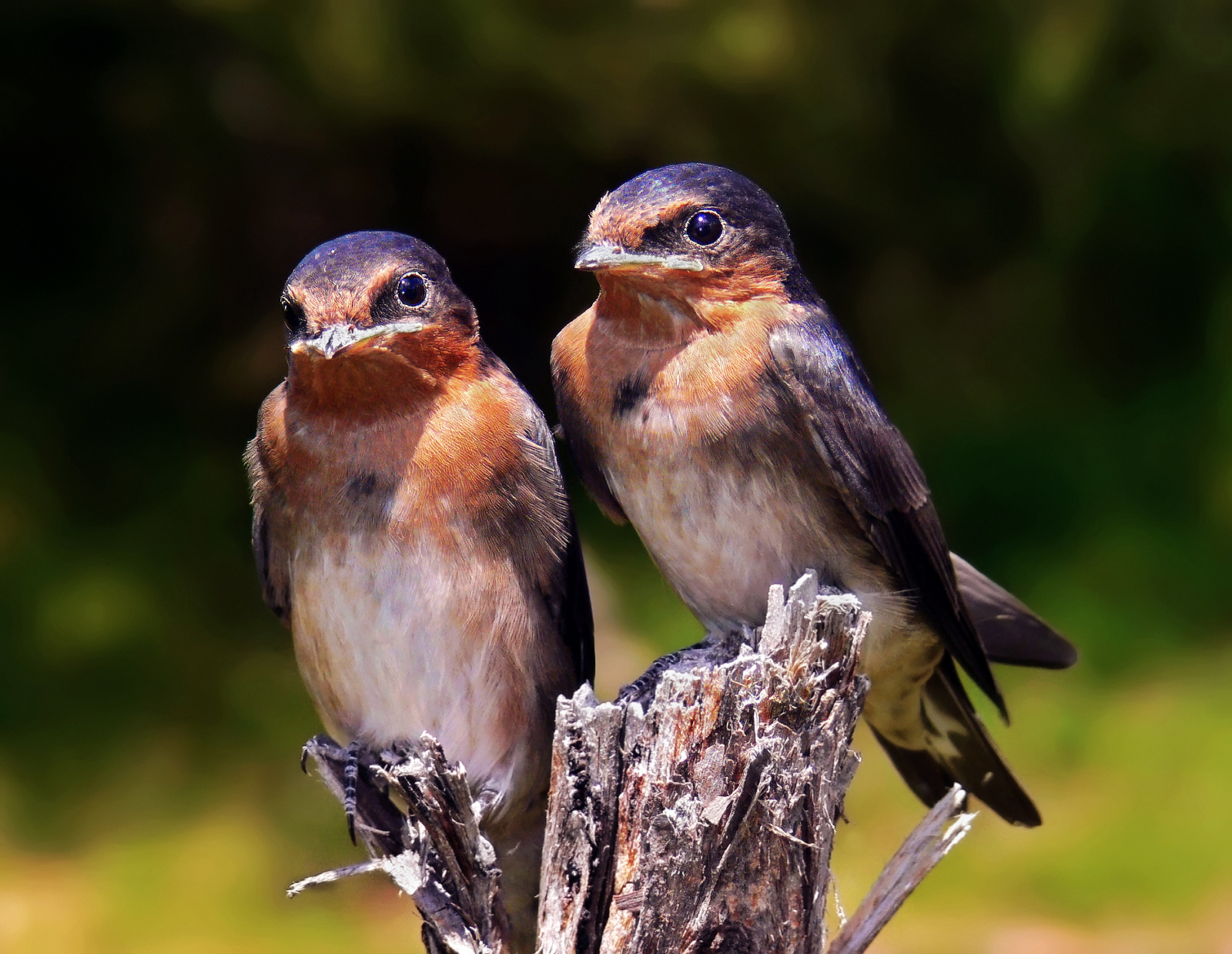
یک جفت جوجهٔ پرستوی خوش‌آمدگو، Hirundo neoxena، یک روز پس از پریدن آنها گرفته شد.

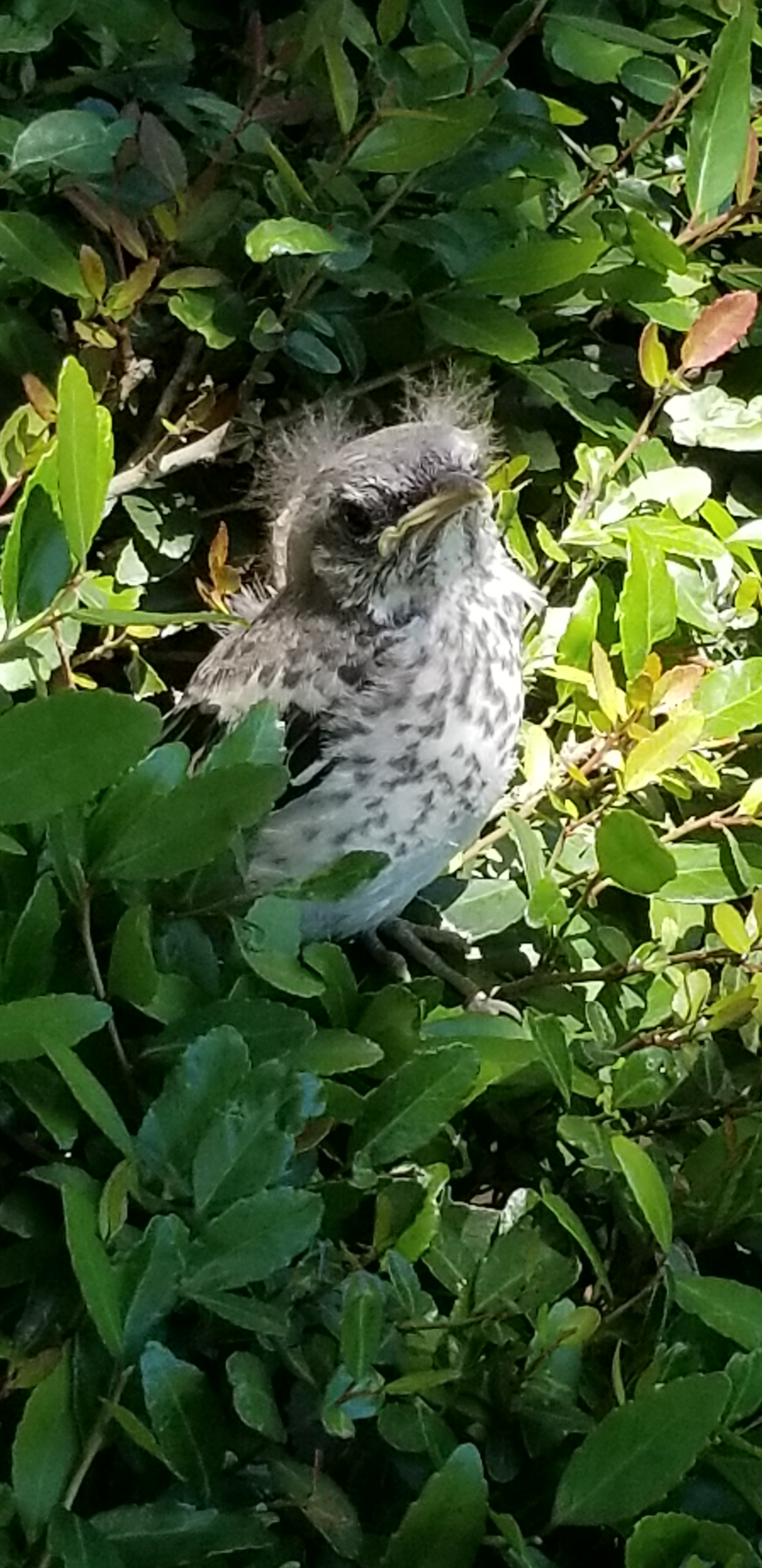
مرحلهٔ جوجهٔ پروازی در مرغ مقلد شمالی (Mimus polyglottos)

جوجهٔ پروازی (به انگلیسی: Fledging)، یک مرحله از زندگی یک جانور پرنده بین تخم‌نشینی یا تولد تا توانایی پرواز است. این اصطلاح بیشتر دربارهٔ پرندگان به کار می‌رود، اما برای خفاش‌ها نیز استفاده می‌شود. برای پرندگان دیررس، پرندگانی که زمان بیشتری را در شرایط آسیب‌پذیر در لانه می‌گذرانند، مرحله آشیانه‌ای و پرواز می‌تواند یکسان باشد. برای پرندگان زودرس، آنهایی که زودتر رشد می‌کنند و آشیانه را ترک می‌کنند، یک مرحله آشیانه‌ای کوتاه پیش از مرحله پروازی طولانی‌تر است.
زمانی که پرها و ماهیچه‌های بال به اندازه کافی برای پرواز رشد کرده باشند، همه پرندگان به عنوان پرندهٔ پروازی در نظر گرفته می‌شوند. پرنده جوانی که به تازگی پروازکرده است اما هنوز به مراقبت و تغذیه والدین وابسته است، پرنده پروازی نامیده می‌شود. مردم اغلب می‌خواهند به نوزادان کمک کنند، زیرا آنها آسیب‌پذیر به نظر می‌رسند، اما بهتر است آنها را به حال خود رها کنید. شبکه ملی فنولوژی ایالات متحده آمریکا، فنوفاز (phenophase) (یا یک مرحله چرخه زندگی) جوان‌های پروازکرده را برای پرندگان اینگونه تعریف می‌کند: «یک یا چند جوان تازه از آشیانه بیرون آمده‌اند. این شامل جوانان ناتوان از پرواز پایدار و جوانانی است که هنوز به بزرگسالان وابسته هستند."
در بسیاری از گونه‌ها، والدین به مراقبت از جوان‌های پروازیافتهٔ خود، یا با هدایت آنها به منابع غذایی یا تغذیه آنها ادامه می‌دهند. پرندگان پس از خروج از آشیانه آسیب‌پذیر هستند، اما پیش از اینکه بتوانند پرواز کنند، اگرچه زمانی که پرواز کردند، شانس زنده‌مانی آنها به‌طور چشمگیری افزایش می‌یابد.